# Malab Fransu Hariri
Malab Fransu Hariri – wielofunkcyjny stadion o pojemności 28 000 widzów znajdujący się w Irbilu. Został otwarty w 1956 roku. Swoje mecze rozgrywa na nim Nadi Irbil.
Stadion po otwarciu mieścił około 40 tysięcy widzów lecz po pierwszej renowacji w 1992 roku pojemność zmalała do obecnej (28 tysięcy widzów). Druga renowacja obiektu miała miejsce w 2009 roku. Do 2001 roku stadion nosił nazwę Malab Irbil, ale po śmierci kurdyjskiego gubernatora Franso Haririego nazwa stadionu została zmieniona na Malab Fransu Hariri w celu upamiętnienia zamordowanego. Naprzeciw trybuny głównej znajduje się wielkie popiersie Haririego. Po zniszczeniach wojennych Malab Fransu Hariri został tymczasowo stadionem narodowym Iraku, mimo to że znajduje się w kurdyskiej części Iraku.